# Ministerstwo Handlu Zagranicznego NRD
Ministerstwo Handlu Zagranicznego NRD (Ministerium für Außenhandel der DDR) – resort odpowiedzialny za wymianę towarową Niemieckiej Republiki Demokratycznej z zagranicą.

## Historia
Pierwszą instytucją transgranicznej wymiany towarów w sowieckiej strefie okupacyjnej była niemiecka Centralna Administracja Handlu Międzystrefowego i Zagranicznego przy Niemieckiej Komisji Gospodarczej (Deutsche Zentralverwaltung für Interzonen- und Außenhandel bei der Deutschen Wirtschaftskommission) (1947-1949). Wraz z powstaniem NRD w 1949 z dotychczasowej struktury organizacyjnej wyłoniło się Ministerstwo Handlu Zagranicznego i Zaopatrzenia Materiałowego (Ministerium für Außenhandel und Materialversorgung). 
Na mocy ustawy z 11 listopada 1949 ministerstwo otrzymało nazwę Ministerstwa Handlu Wewnątrzniemieckiego, Handlu Zagranicznego i Zaopatrzenia Materiałowego (Ministerium für Innerdeutschen Handel, Außenhandel und Materialversorgung). Zaledwie rok później nazwa ponownie zmieniła się na Ministerstwo Handlu Zagranicznego i Handlu Wewnątrzniemieckiego (Ministerium für Außenhandel und Innerdeutschen Handel). W 1967 zmieniono nazwę na Ministerstwo Gospodarki Zagranicznej (Ministerium für Außenwirtschaft), w 1973 na Ministerstwo Handlu Zagranicznego (Ministerium für Außenhandel). Organizacja handlu krajowego i międzynarodowego NRD, podobnie jak sam handel, była ważnym instrumentem uznania tego państwa na gruncie prawa międzynarodowego. 

## Podział organizacyjny
Aparat wykonawczy składał się z kilkudziesięciu central handlu zagranicznego
- Bergbau-Handel GmbH
- Buch-Export-Import GmbH
- Chemie - Mineralöle, Import und Export GmbH
- Chemieausrüstungen
- Deutsche Export- und Importgesellschaft für Feinmechanik/Optik mbH
- Deutsche Stahl- und Metallhandelsgesellschaft mbH
- Elektrotechnik
- Genußmittel GmbH
- Glas/Keramik
- Holz und Papier
- Invest-Export
- Kulturwaren
- Maschinen-Export
- Nahrung
- Polygraph-Export GmbH
- Techno-Commerz GmbH
- Textil
- Transportmaschinen
- Wiratex Exportgesellschaft mbH
- WMW-Export

oraz komórek organizacyjnych hz kombinatów gospodarczych.

## Ministrowie
- 1949–1952 – Georg Ulrich Handke
- 1952–1954 – Kurt Gregor
- 1955–1961 – Heinrich Rau
- 1961–1965 – Julius Balkow
- 1965–1986 – Horst Sölle
- 1986–1990 – Gerhard Beil

## Siedziba
Mieściła się w budynku z 1965 (proj. Emil Leibold, Herbert Boos i Hanno Walther) przy Unter den Linden 44-60 (1965-1990). Obecnie mieści biura członków Bundestagu od 2017 nosząc nazwę „Otto-Wels-Haus”.

## Przedstawicielstwa zagraniczne
W latach 1950 powołano sieć misji, prócz z siedzibą w krajach socjalistycznych, m.in. w Kairze, Helsinkach, New Delhi wraz z oddziałami w Bombaju, Madrasie i Kalkucie, Sztokholmie, Chartumie, Damaszku, przedstawicielstwa Izby Handlu Zagranicznego NRD (Kammer für Außenhandel der DDR) w Rangunie i Reykjaviku, oraz Biura Handlu Wewnątrzniemieckiego (Büro für Innerdeutschen Handel) we Frankfurcie nad Menem i w Düsseldorfie.